# Consejo Mundial de la Alimentación
El Consejo Mundial de la Alimentación (CMA) fue una organización de las Naciones Unidas creada por la Asamblea General de las Naciones Unidas en diciembre de 1974 por recomendación de la World Food Conference. Su sede estaba en Roma, Italia. El objetivo del CMA era ser un cuerpo de coordinación para los ministerios nacionales de agricultura para ayudar a reducir la malnutrición y el hambre. El CMA fue oficialmente suspendido en 1993. El CMA es una de las pocas organizaciones de Naciones Unidas (probablemente la única) que fue suspendida en la historia de las NU. Las funciones del CMA fueron absorbidas por la  Food and Agriculture Organization de las Naciones Unidas y el Programa Mundial de Alimentos.